# Sedum latentibulbosum
Sedum latentibulbosum là một loài thực vật có hoa trong họ Crassulaceae. Loài này được K.T. Fu & G.Y. Rao miêu tả khoa học đầu tiên năm 1988.